# 教会公寓
教会公寓又稱原教會公寓、新天安堂宿舍，是位於中華人民共和國上海市黃浦区南苏州路79号的一個新古典主义建筑风格的砖混结构建築，也是外灘源建築之一。教会公寓以帕拉第奧式建築的窗套及光环装饰为特色，墙面為清水红砖。楼内还设主日学厅。

## 歷史
1866年，新天安堂在其东侧增建了一幢5层楼房，這就是教会公寓，於1899年竣工，作为牧师住宅和教堂工作人员的宿舍。教会公寓由毕士莱洋行设计。負責設計的建築師於新天安堂的設計者是同一人。